# الزومة
هي قرية في شمال السودان تقع في محلية مروي

## موقعها
تقع الزومة في الضفة الشرقية لنهر النيل وتبعد عن مدينة كريمة 20 كيلو متر وعن مدينة مروي 15 كيلو متر، وتسكنها قبيلة الشايقية بالإضافة لقبائل الحسانية والهواوير. وتحاذي الزومة الكثير من القرى في ذات الشريط النيلي ومنها الكرو التي بها بعض آثار السودان والدهسيرة ومقاشي وحزيمة والبخيت والمقل والأراك والبرصة والكرفاب التي ينتمي لها النائب الأول الأسبق لرئيس جمهورية السودان علي عثمان محمد طه.

## منشآتها
بالزومة نادي تأسس في العام 1953م وعدد من المدارس الأساسية للبنين والبنات منها مدرسة البنات 1956 ومدرسة البنين ومدرسة المختلطة ومستشفى الزومة التي تم تأسيسها في التسعينات ، كل تلك المؤسسات تم إعبر مجهودات الأهالي ومساهمات أبناء المنطقة، وتعتبر إحدى المناطق المهمة في تك المحلية، وزارها مدير جهاز الأمن والمخابرات الوطني السوداني السابق صلاح قوش في حملته الانتخابية في العام 2015.

## رموز
ينتمي للزومة عددا كبيرا من الشخصيات البارزة
أمثال الشيخ أحمد علي حامد شيخ الزومة والشهير بود علي حامد وارث خلوة الشيخ علي حامد والشيخ محمد أحمد علي حامد الفقير مؤسس خلاوى الفتح المبين ومنها الشاعر إبراهيم الزومة والباحث عبد المطلب الفحل.